# Erich Pattis
Erich Pattis (* 7. Oktober 1902 in Bozen; † 26. November 1996 in Bozen) war ein Südtiroler Architekt.

## Biographie
Pattis wurde 1902 in Bozen geboren. Der Vater Franz (1855–1928) war leitender Postbeamter in Bozen und erhielt 1912 den Ehrentitel „k.k. Postamtsdirektor“ verliehen. Der Großvater Johann Pattis (1802–1878) stammte aus Tiers und war Wundarzt in Bozen, die Großmutter Anna Andergassen (geb. 1809 in Kaltern) war bei ihrem Tod 1902 die älteste Bürgerin Bozens. Der Onkel Karl (Pater Anselm) Pattis (1842–1927) war langjähriger Pfarrer und Ehrenbürger von Marling. Erich Pattis' Neffe ist der Bozner Heimatforscher und Numismatiker Helmut Rizzolli.
Pattis absolvierte das Gymnasium und studierte zunächst Architektur an der Technischen Hochschule Wien. Er wechselte während des Studiums an die Akademie zur Meisterklasse von Clemens Holzmeister. Nach Abschluss der Studien an der Akademie fand er Anstellung im Stadtbauamt von Mülheim an der Ruhr.
Die Weltwirtschaftskrise brachte die Bautätigkeit praktisch vollständig zum Erliegen, weshalb Pattis näher zur Heimat zurückkehrte und sein Glück zunächst in Innsbruck versuchte. Nach nur mäßigem Erfolg kehrte er nach Bozen zurück und gestaltete mehrere private Bauaufträge. Während der Kriegsjahre des Zweiten Weltkrieges zog Pattis zunächst nach Innsbruck, später nach München. Er wurde zum Kriegsdienst eingezogen und kam nach Russland, in den Kaukasus und auf die Krim. In der Endphase des Krieges kam er nach Bozen, wo ihn die Stadtverwaltung mit städtebaulichen Aufgaben betraute. Im nationalsozialistischen Bozner Tagblatt beklagte er 1944 den alliierten Luftkrieg und die damit einhergehenden Zerstörungen propagandistisch als Terror gegen Kultur und warnte vor der Amerikanisierung.
Pattis betätigte sich auch als Graphiker und Zeichner. Er zeichnete vor allem Objekte der romanischen Architektur und Plastik. Jahrelang arbeitete er an seinem Bildband Christus Dominator, einer Sammlung von Abbildern romanischer Kruzifixe. Pattis war Mitbegründer und 20 Jahre lang Präsident des Südtiroler Künstlerbundes. 1967 wurde er mit dem Walther-von-der-Vogelweide-Preis ausgezeichnet. 1977 wurde er Mitglied der Bayerischen Akademie der Schönen Künste. 1981 erhielt er das Ehrenzeichen des Landes Tirol.
Pattis' Nachlass wurde 2022 vom Archiv für Bau.Kunst.Geschichte der Universität Innsbruck übernommen.

## Werke
- Bozen, Gries-Quirein: Villa Lantieri, Penegalstr. 29, 1932 (heute stark verändert)[8]
- Bozen, Gries-Quirein: Villa Leiss, Nino-Bixio-Str. 17, 1934 (heute verändert)[9]
- Bozen, Gries-Quirein: Villa Tietz, Fagenstr. 4, 1935 (heute stark verändert)[10]
- Bozen, Wiederaufbau der Franziskanerkirche 1946, der Propstei 1947 und des Palais Toggenburg 1955
- Graun: Dorfgestaltung von Neugraun, neue Pfarrkirche St. Katharina 1950[11]
- Schulhäuser in Olang 1950, Welsberg 1951, St. Walburg 1952, Siebeneich und St. Johann in Ahrn 1955, Girlan 1957
- Bozen, St. Oswald: Haus Romen, Oswaldweg 19, 1953[12]
- Ritten, Kapelle in Lichtenstern 1955
- Bozen: Pfarrheim 1955
- St. Lorenzen: Restaurierung der Pfarrkirche 1956
- St. Ulrich: Altersheim 1956
- Bozen: St. Georg in Wangg, Neubau 1957/58
- Bozen: Altersheim 1958
- Burgstall: Neuer Friedhof 1958[13]
- Moos: Kindergarten 1960
- Corvara: Kirche 1960
- Rabland: Christkönigkirche 1961/63[14]
- Klausen: Bauten für den Loreto-Schatz 1963
- Bozen: Michael-Gamper-Heim 1963
- Sexten: Bauten für das Rudolf-Stolz-Museum 1967
- Steinhaus, Neuer Friedhof 1970[15]

## Galerie

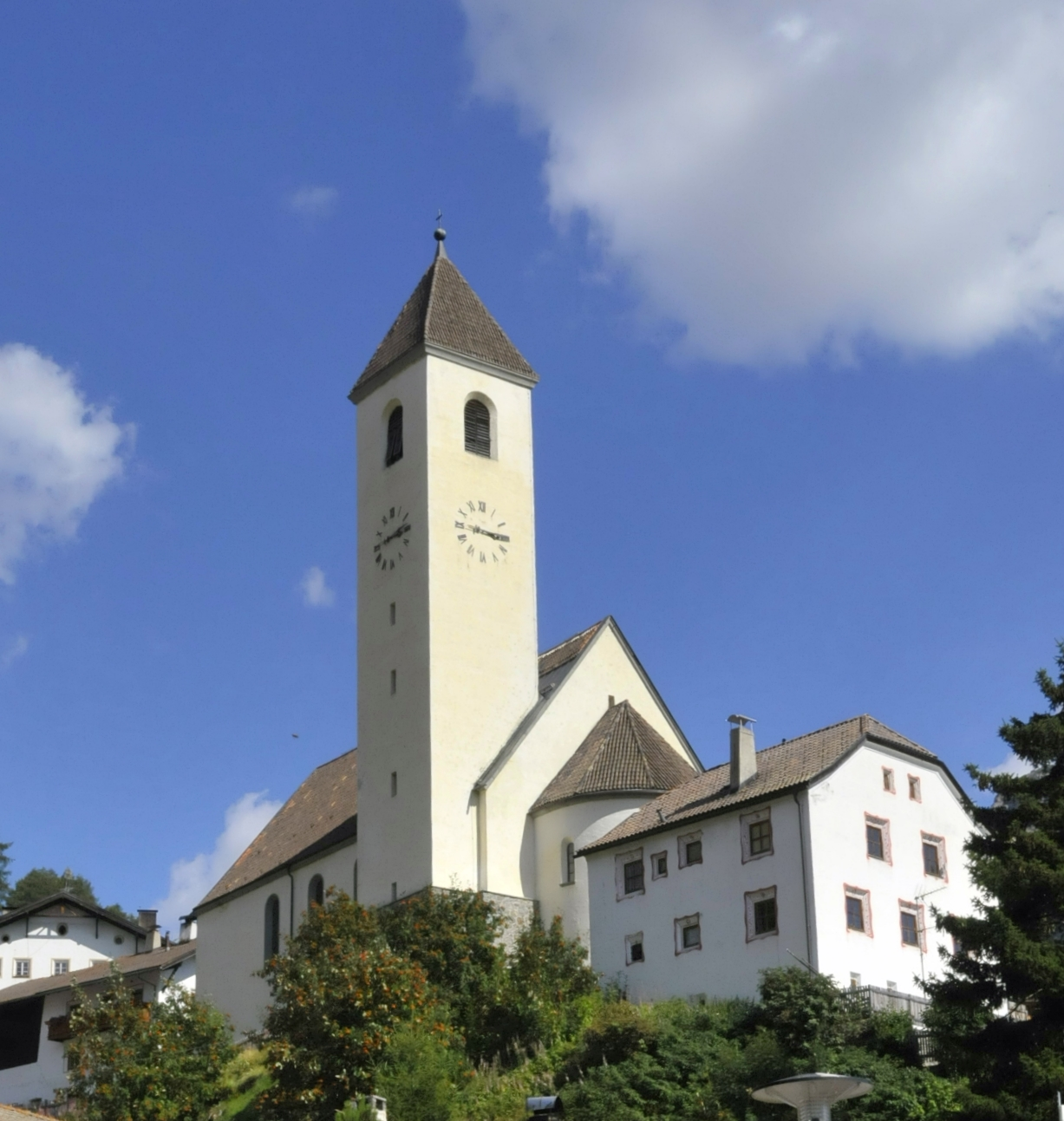
Neue Pfarrkirche St. Katharina in Graun
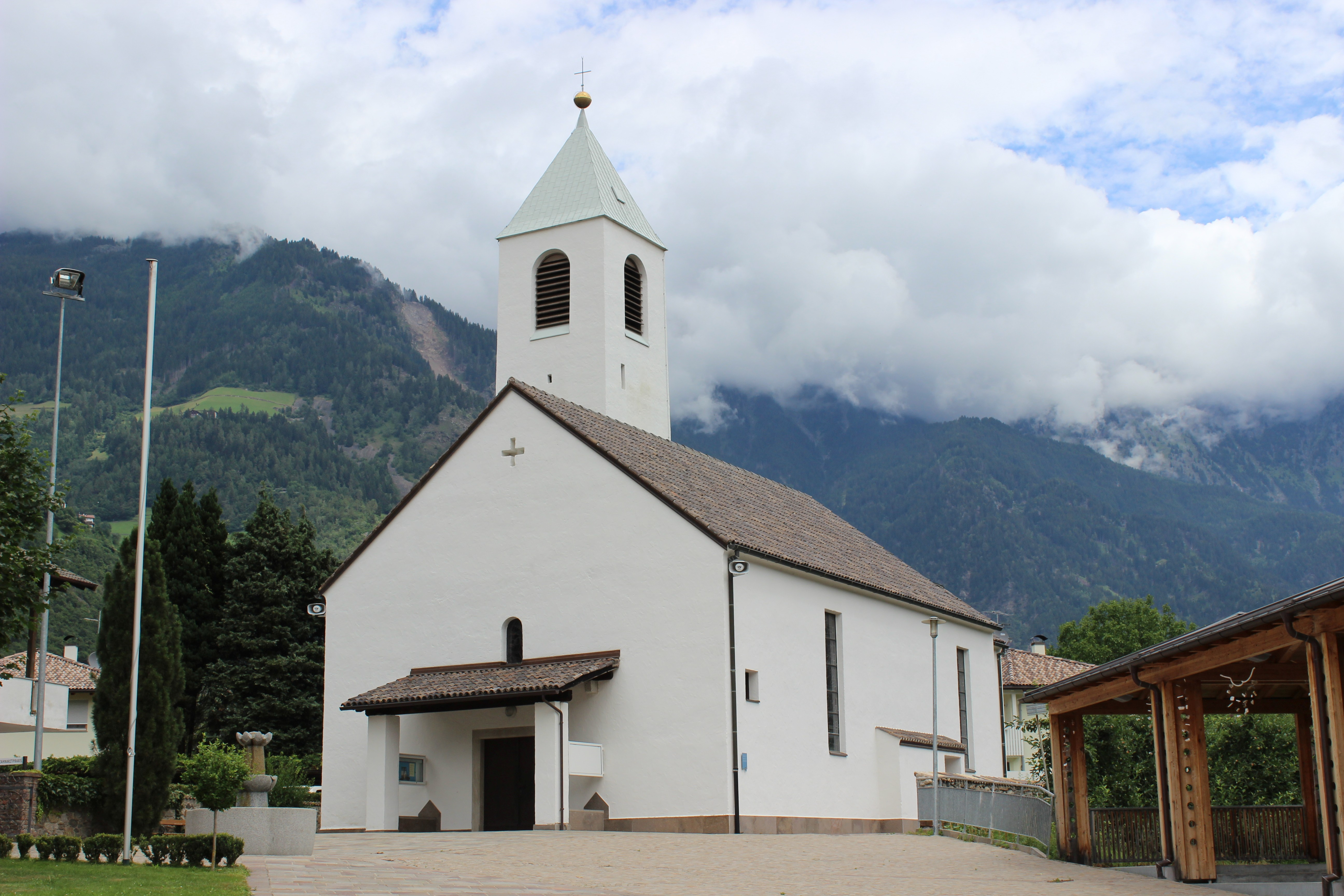
Christkönigkirche in Rabland

## Publikationen
- Ein Berghaus am Ritten von Architekt Ivo von Tschurtschenthaler, Bozen. In: Das schöne Heim. Zeitschrift für angewandte Kunst, Jg. 44, Nr. 9, München 1943.